# Руан Крус
Руан Филипе Родригеш де Соуса Крус (на португалски: Rwan Philipe Rodrigues de Souza Cruz), познат като Руан Крус и Руан Секо е бразилски футболист, който играе като нападател. Състезател е на Реал Солт Лейк.

## Кариера
Руан започва кариерата си в академията на Спорт Клуб до Ресифе.
Напуска в края на 2018 г. и впоследствие подписва с Фигейренсе, но прекарва девет месеца без да играе поради проблем с регистрацията. Впоследствие се мести във Фламенго-СП, но се завръща в родния си град през март 2020 г. поради пандемията от COVID-19 и помага на баща си като зидар.

### Сантош
През юни 2020 г. Руан се съгласява на наем в Сантош, като първоначално е разпределен към отбора под 20 години. Въпреки това, поради забраната за трансфери на клуба, той е регистриран едва през следващия май.
Руан прекарва сезон 2021, играейки за отборите на Сантош до 20 и 23 години и подписва постоянен тригодишен договор на 16 декември същата година. Той прави своя професионален дебют на 20 февруари 2022 г., като влиза като резерва през второто полувреме на Лукас Брага при домакинската загуба с 0:3 на Кампеонато Паулиста срещу ФК Сао Пауло.
Руан вкарва първия си гол за мъжкия отбор на 23 февруари 2022 г., отбелязвайки третия гол за отбора си при победата с 3:0 като гост над Салгейро за Купата на Бразилия.

### Вашко да Гама
На 31 март 2023 г. Руан е даден под наем на Вашко да Гама до края на годината с клауза за откупуване.

### Лудогорец
На 22 юли 2023 г. Руан е обявен за нов играч на българския шампион Лудогорец (Разград) под наем за една година, с опция за откупуване. През януари 2024 г. подписва постоянен договор с клуба, като Нонато е пратен в обратната посока.

## Успехи

### Лудогорец
- Първа професионална футболна лига: 2023/24
- Суперкупа на България: 2023